# Resolutie 1912 Veiligheidsraad Verenigde Naties
Resolutie 1912 van de Veiligheidsraad van de Verenigde Naties werd unaniem door de VN-Veiligheidsraad aangenomen op 26 februari 2010, en verlengde de VN-vredesmacht in Oost-Timor met een jaar.

## Achtergrond
Nadat Portugal zijn kolonies losgelaten had, werd Oost-Timor eind 1975 na een korte burgeroorlog onafhankelijk. Korte tijd later viel Indonesië het land binnen en brak een oorlog uit, waarna Oost-Timor werd ingelijfd. Een deel van de bevolking van Oost-Timor bleef tussen 1975 en 1999 echter strijden voor onafhankelijkheid. Op 12 november 1991 vielen Indonesische militairen demonstranten in Dili aan, waarbij meer dan 250 doden vielen. In 1999 stemde Indonesië in met een volksraadpleging over meer autonomie of onafhankelijkheid, waarop het merendeel van de bevolking voor onafhankelijkheid koos.

## Inhoud
De algemene stabiliteit en de politieke en veiligheidssituatie in Oost-Timor bleven verder verbeteren. De succesvol verlopen dorpsverkiezingen van oktober 2009 waren daarvan een indicatie. Wel moest gezorgd worden dat de misdaden die tijdens de crisis in 2006 begaan werden bestraft zouden worden en moest de overheid van het land transparanter gaan werken.
Het mandaat van de UNMIT-vredesmacht in Oost-Timor werd verlengd tot 26 februari 2011. Alle partijen in het land werden opgeroepen te blijven samenwerken aan onder meer vrede en democratie. Het politie-bestanddeel van UNMIT zou herschikt en uiteindelijk teruggetrokken moeten worden terwijl de Oost-Timorese politie weer meer en meer verantwoordelijkheden op zich nam.

## Verwante resoluties
- Resolutie 1802 Veiligheidsraad Verenigde Naties (2008)
- Resolutie 1867 Veiligheidsraad Verenigde Naties (2009)
- Resolutie 1969 Veiligheidsraad Verenigde Naties (2011)
- Resolutie 2037 Veiligheidsraad Verenigde Naties (2012)

Lijst ·  1908 ·  1909 ·  1910 ·  1911 ·  1912 ·  1913 ·  1914 ·  1915 ·  1916 ·  1917 ·  1918 ·  1919 ·  1920 ·  1921 ·  1922 ·  1923 ·  1924 ·  1925 ·  1926 ·  1927 ·  1928 ·  1929 ·  1930 ·  1931 ·  1932 ·  1933 ·  1934 ·  1935 ·  1936 ·  1937 ·  1938 ·  1939 ·  1940 ·  1941 ·  1942 ·  1943 ·  1944 ·  1945 ·  1946 ·  1947 ·  1948 ·  1949 ·  1950 ·  1951 ·  1952 ·  1953 ·  1954 ·  1955 ·  1956 ·  1957 ·  1958 ·  1959 ·  1960 ·  1961 ·  1962 ·  1963 ·  1964 ·  1965 ·  1966